# N.A.D.M.A.
N.A.D.M.A. foi um grupo musical italiano de rock progressivo ativo na década de 1970.

## História
Grupo de oito elementos provenientes de estudos musicais, alguns dos quais com outras experiências em campos diversos. Pardi e Vismara na arte contemporânea, Mosconi, como fotógrafo, ou com um relevante background musical, Cristofolini havia tocado com Don Cherry. O significado da sigla é Natural Arkestra de Maya Alta. A banda originária de Milão tentou fundir as influências musicais orientais com o jazz e a cultura ocidental, com um estilo não longínquo do Aktuala.
O resultado é um álbum complexo, com grande uso de instrumentos de sopro e arco, de difícil audição para os apaixonados pela música progressiva mais tradicional.
O grupo permaneceu em atividade somente no período de 1972 a 1974, desaparecendo sem deixar traços, enquanto alguns dos componentes, como Mosconi e Vismara continuaram sua pesquisa musical com performances nas galerias de arte contemporânea.
A atividade live do grupo foi bem documentada pelo CD de 2006 Paura.

## Formação
- Marco Cristofolini (violino, percussões)
- Davide Mosconi (piano)
- Marino Vismara (violoncelo)
- Otto Corrado Davis (sax)
- Giafranco Pardi (sax, tromba)
- Mino Ceretti (contrabaixo)
- Ines Klok (arpa, percussões, violino)
- Gustavo Bonora (violino, percussões)

## Discografia

### LP
- 1973 - Uno zingaro di Atlante con un fiore a New York (RCA, DPSL 10579)

### CD
- 2006 - Paura (Alga Marghen, ALGA060CD) Live de 1973 ao Circolo Lepetit de Milão